# Artur Beul

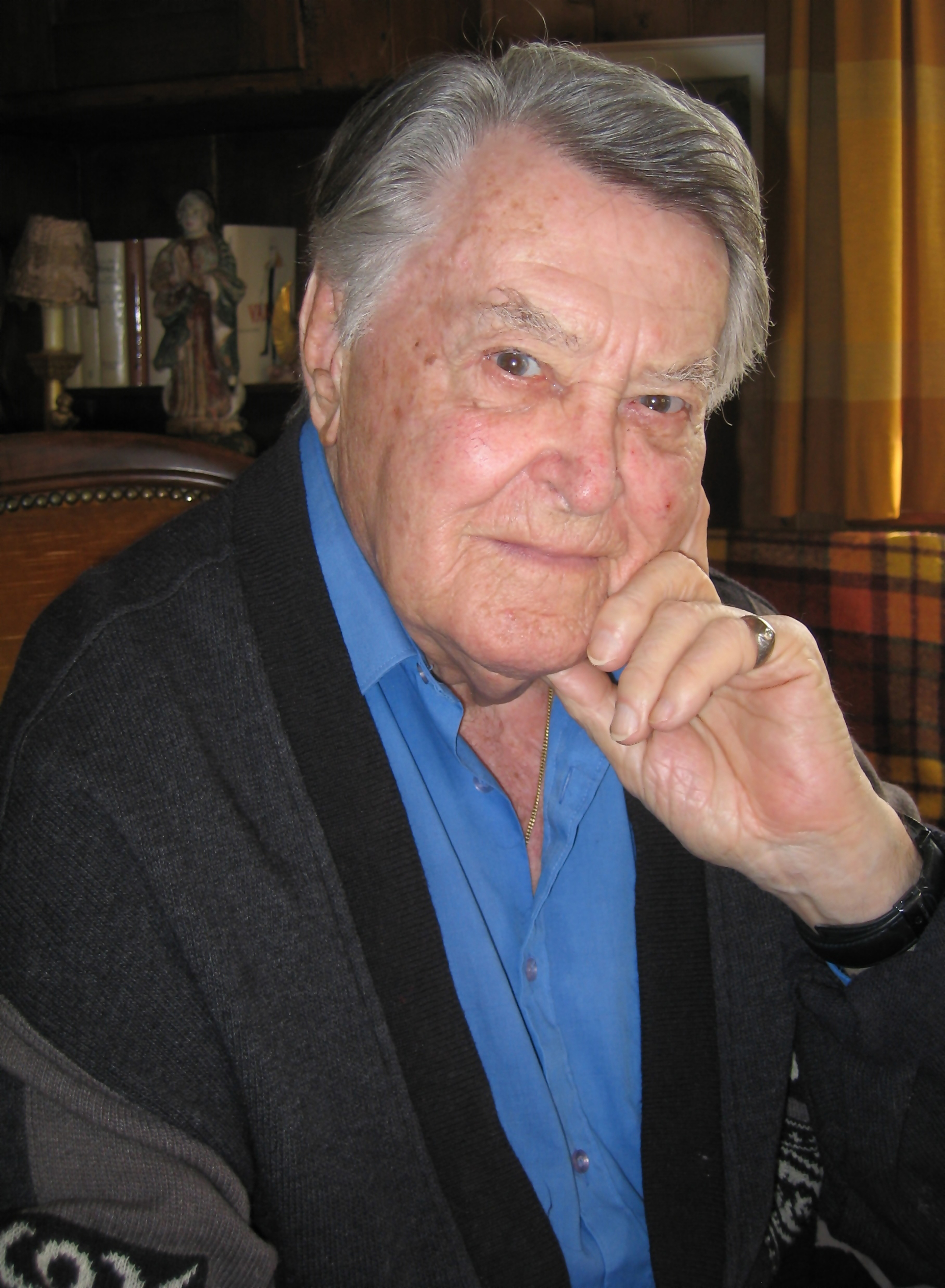
Artur Beul (2007)

Artur Beul (* 9. Dezember 1915 in Einsiedeln; † 9. Januar 2010 in Küsnacht) war ein Schweizer Liederkomponist.

## Leben

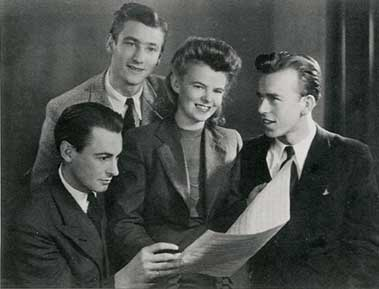
1942: Artur Beul (l.) mit dem Trio Schmid

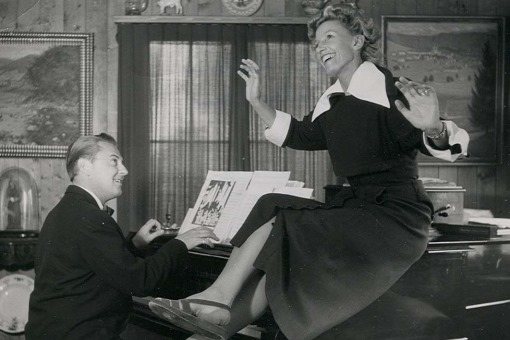
1953: Artur Beul mit seiner Gattin Lale Andersen

Artur Beul wurde 1915 in Einsiedeln geboren und verbrachte dort zusammen mit seiner Mutter (Louise Treichler, 1881–1944) und seiner Grossmutter seine Jugendzeit. Sein Vater Hermann Beul starb, als Artur zwei Jahre alt war. Sein Grossvater war der Kunstmaler Marius Beul. Nach dem Besuch der Stiftsschule Einsiedeln studierte Beul an der Universität Freiburg und schloss an der Universität Zürich sein Studium als Mittelschullehrer ab. Da kurz danach der Krieg ausbrach, musste der junge Lehrer Stellvertretungen übernehmen; zuerst 1940 in Willerzell am Sihlsee.
Weil es kaum Lieder für die Jugend gab, schrieb Beul selber Lieder mit eingängigen Melodien und kindgemässen Texten. So entstanden u. a. Übre Gotthard flüged Bräme und Stägeli uf, Stägeli ab. Sein erstes Lied entstand einige Jahre früher: Als Achtzehnjähriger schrieb er Am Himmel staht es Sternli z’Nacht, das eines seiner bekanntesten Lieder wurde. Beim Komponieren kamen Beul seine Musikkenntnisse zugute, die er zuvor am Konservatorium in Zürich erworben hatte.
Eines Tages lernte er das Gesangstrio Geschwister Schmid kennen (mit Klärli Schmid war er auch kurzzeitig verlobt), das in Einsiedeln einige Ferientage verbrachte. Die jungen Sänger, die damals noch zur Schule gingen, fanden seine Lieder genau passend für sie. Sie schlugen dem jungen Artur Beul vor, er solle doch seinen Lehrerberuf an den Nagel hängen und mit ihnen als Komponist und Begleiter am Klavier auf Konzerttourneen gehen. Das Trio Schmid und Artur Beul blieben zehn Jahre zusammen und waren überaus erfolgreich; gegen achtzig Lieder wurden auf Schallplatten aufgenommen. Da Beul für verschiedene Verlage arbeitete, schrieb er auch unter den Pseudonymen Frank Midi und Mac Dormant.
Dann erhielt das Trio Schmid eine Einladung in die USA, was die Trennung von ihrem Komponisten zur Folge hatte. Beul hatte inzwischen in Zollikon ein Haus gebaut und arbeitete auch für andere Interpreten wie das Duo Martheli Mumenthaler-Vreneli Pfyl, für Vico Torriani, Lys Assia (Regenpfeifer sing dein Lied), das Texas-Duo und Hans Albers (Sag wie heisst du, süsse Kleine?). In dieser Zeit lernte er die deutsche Lili-Marleen-Interpretin Lale Andersen kennen, die er 1949 heiratete. Auch für sie komponierte er zahlreiche Lieder, darunter eines ihrer Lieblingslieder In unsrem Garten blühen Rosen.
Als Lale Andersen 1972 starb, zog er für zehn Jahre nach Südfrankreich. In Cannes malte er Bilder vom Hafen und der Provence und verkaufte sie an Touristen. Nach zehn Jahren kehrte Beul in die Schweiz zurück. Bald lernte er seine zweite Frau Pat Gysin (1920–2008) kennen, die beim Radio als Gestalterin und Ansagerin arbeitete.
Neben gegen eintausend Liedern komponierte Beul die Mittelmeersuite für Orchester, mehrere Märsche, eine kleine Singmesse sowie unzählige Instrumentalstücke. Rund 500 Titel wurden auf Tonträger aufgenommen. Sein grösster Erfolg war Nach em Räge schint Sunne, das 1945 von Marthely Mumenthaler und Vrenely Pfyl aufgenommen wurde. In den USA wurde das Lied unter dem Titel When a Swiss Boy goes calling to a Swiss Miss in June von den Andrews Sisters gesungen. Beul war damit der erste Schweizer Hit gelungen, der zu internationalem Ruhm gelangte. Dieser Titel wurde – neben einigen anderen – auch von den Geschwistern Pfister gesungen.
Zu seinem 80. Geburtstag erschienen Artur Beuls Erinnerungen als Buch. Es trägt den gleichen Titel wie sein Welterfolg: Nach Regen scheint Sonne.

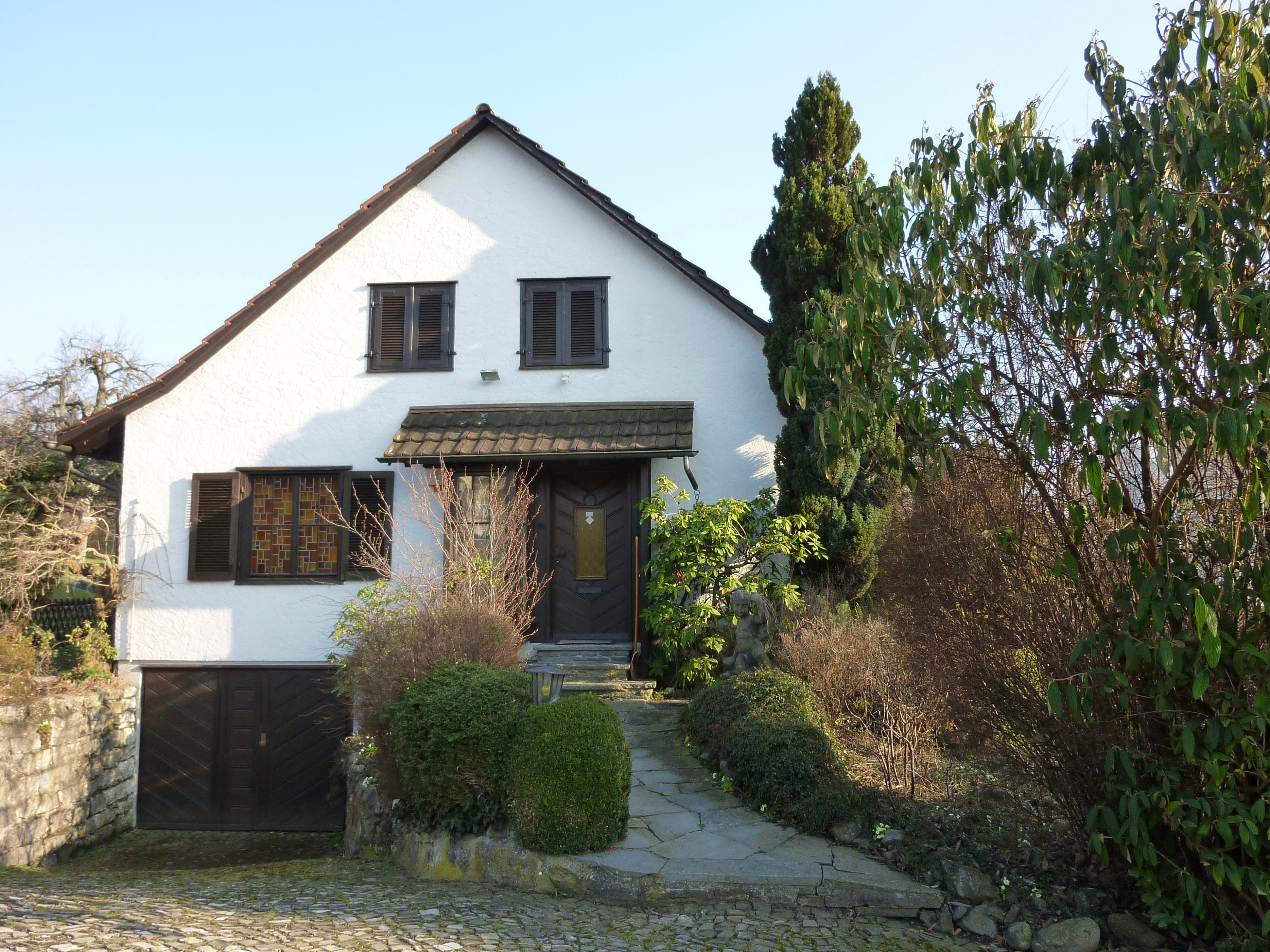
Beuls Wohnhaus am Mattenweg in Zollikon
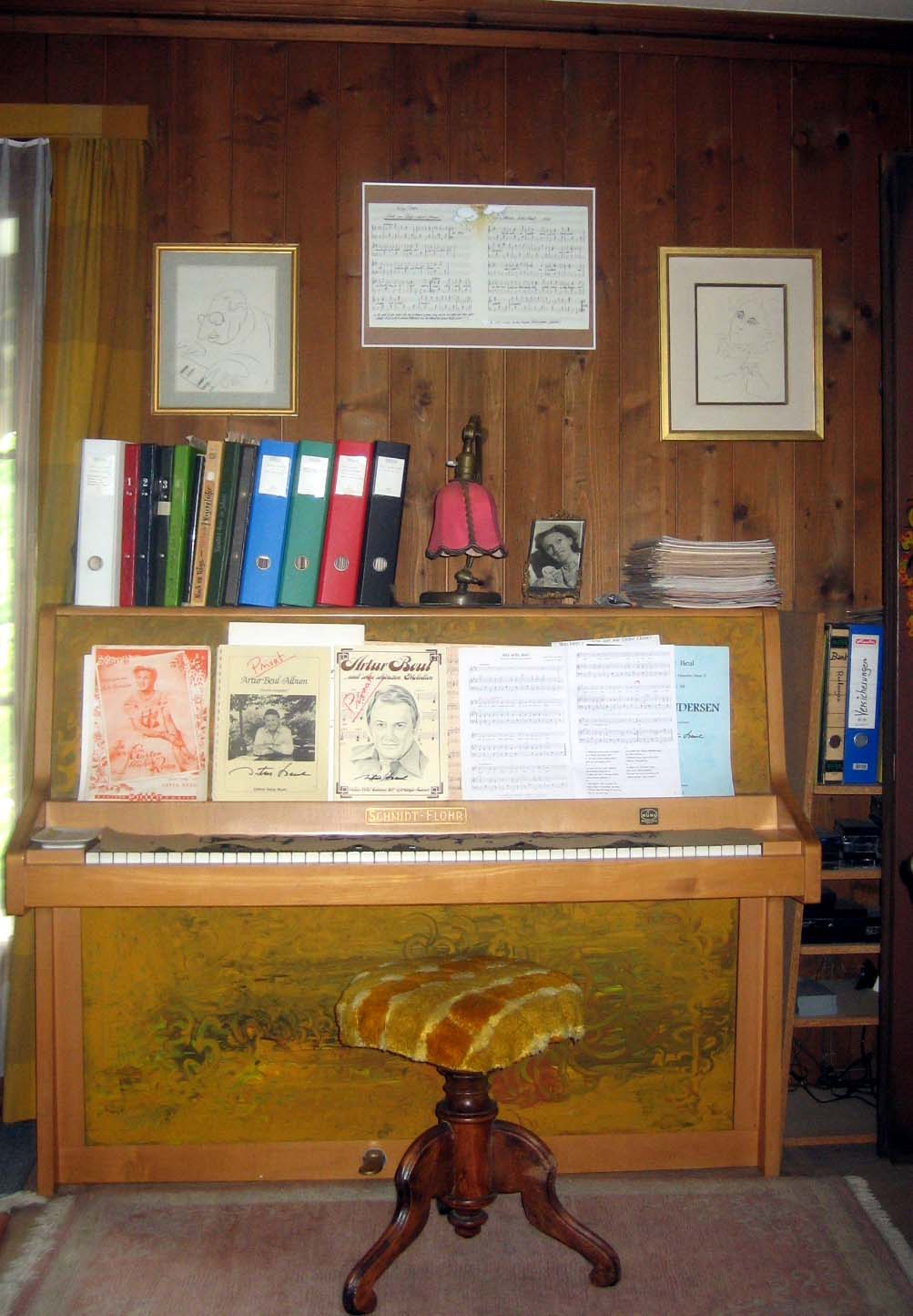
Das Klavier, an dem die meisten seiner Lieder entstanden
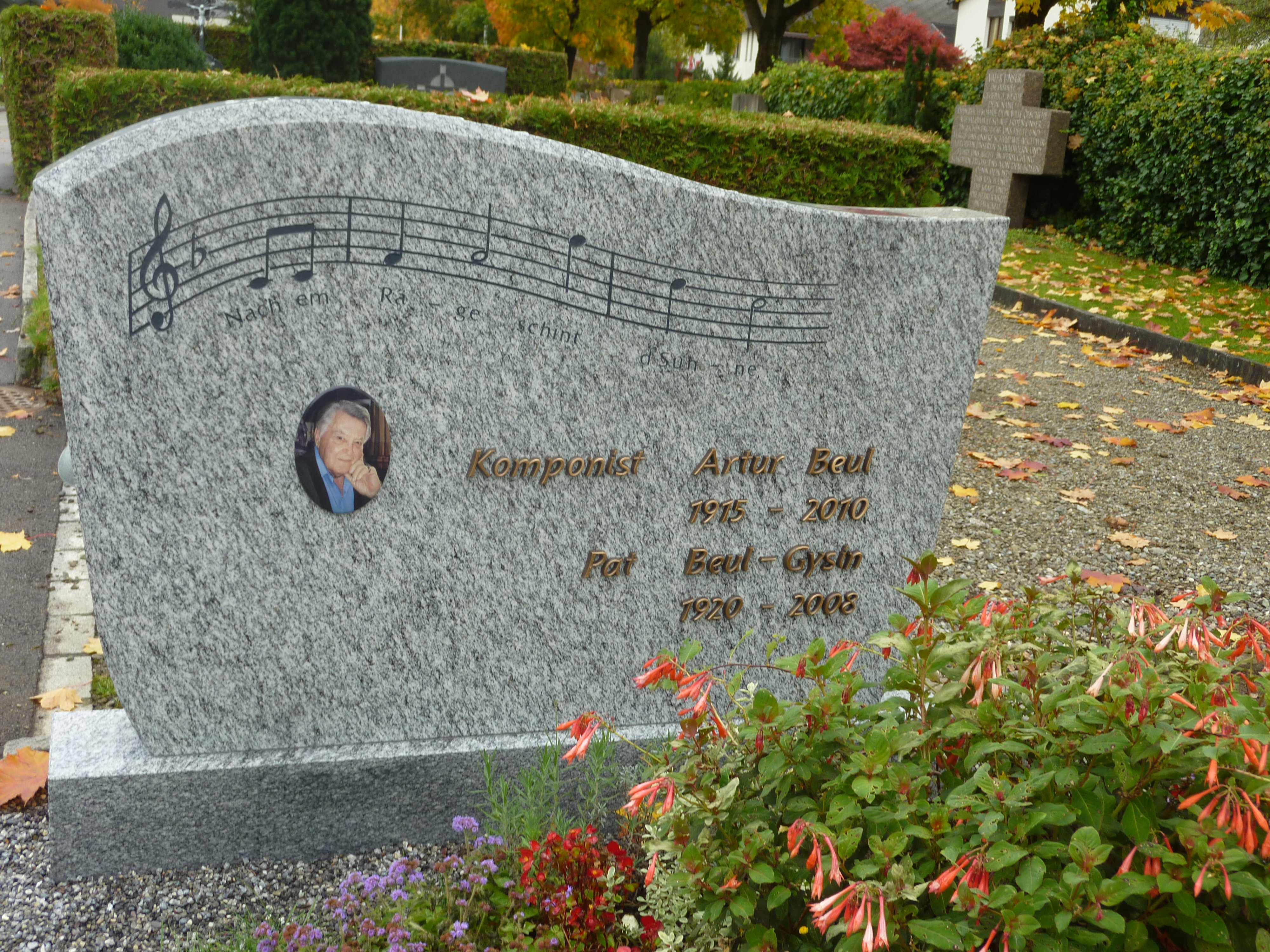
Artur Beuls Grab
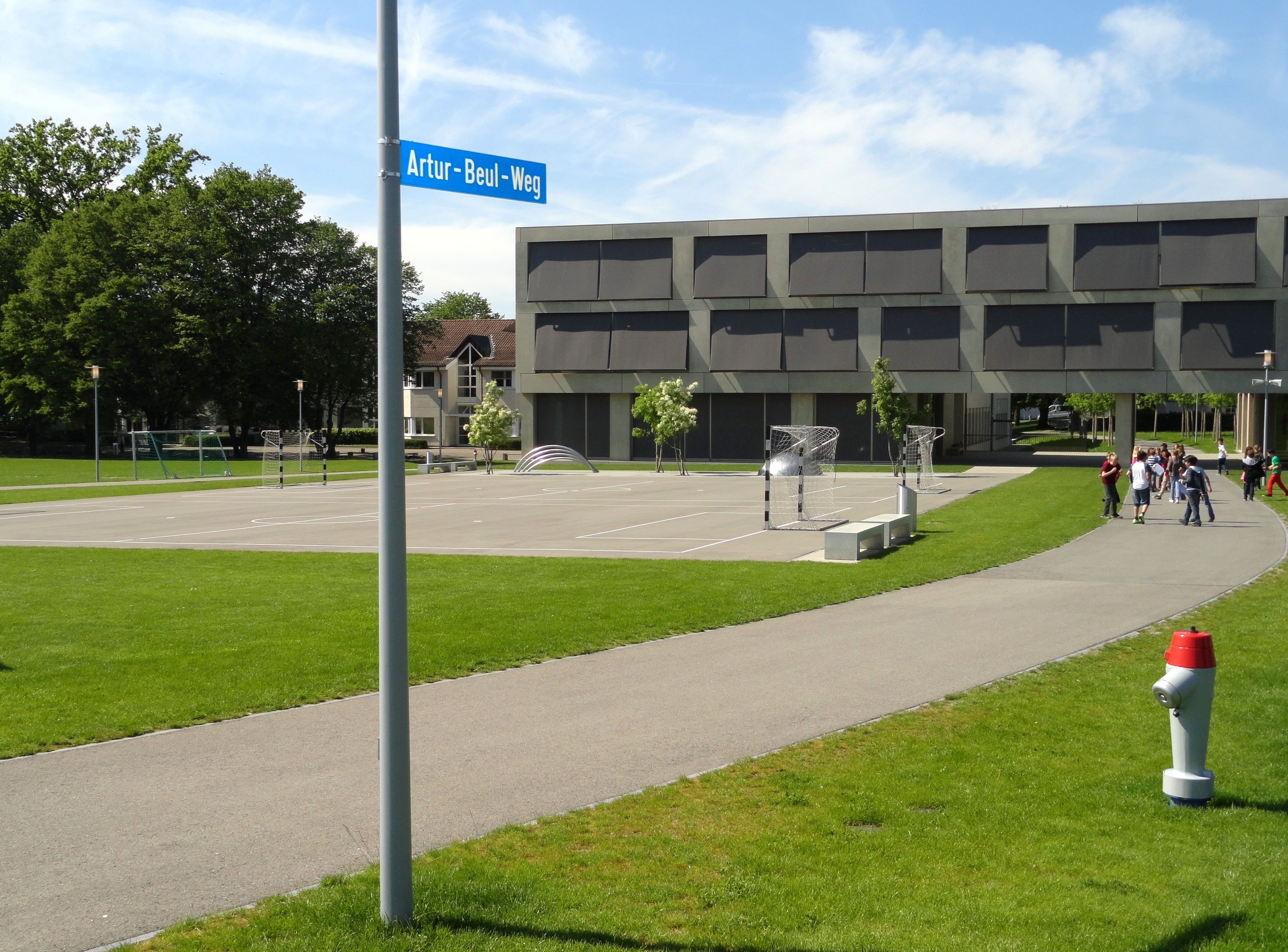
Artur-Beul-Weg in Zollikon

Am 9. Januar 2010 verstarb Artur Beul, einen Monat nach seinem 94. Geburtstag, in Küsnacht-Itschnach bei Zürich. Auf seinen Wunsch hin wurde er am 14. Januar in seinem Heimatort Lachen beerdigt.
Zollikon, wo Artur Beul von 1945 bis kurz vor seinem Tod wohnte, widmete ihm 2012 beim neuen Schulhaus Oescher den Artur-Beul-Weg.
Zu Beuls 100. Geburtstag wurde im Zürcher Bernhard-Theater das Musical Stägeli uf, Stägeli ab aufgeführt, in dem viele von Beuls Liedern durch eine Rahmenhandlung verbunden wurden. Das Musical ist eine Produktion von Erich Vock und Hubert Spiess.

## Diskographie
- 20 Goldene Erinnerungen an Artur Beul. Turicaphon.[5]
- Vintage Records. Phonodisc.[6]
- Ein musikalischer Gruss aus Zollikon – Lieder und Gedichte von Artur Beul. Die Gedichte werden gelesen von Elisabeth Schnell.
Eine Gemeinschaftsproduktion von Gemeinde, Schule Oescher und Musikschule; Zollikon 2011.[7]

## Auszeichnungen
- 1985: Goldene Schallplatte für 50'000 verkaufte Tonträger
- 1995: Prix Walo für sein Lebenswerk
- 2007: Goldene Ehrenmedaille des Kantons Zürich, in Anerkennung seiner Verdienste für die Musikkunst verliehen.[8]

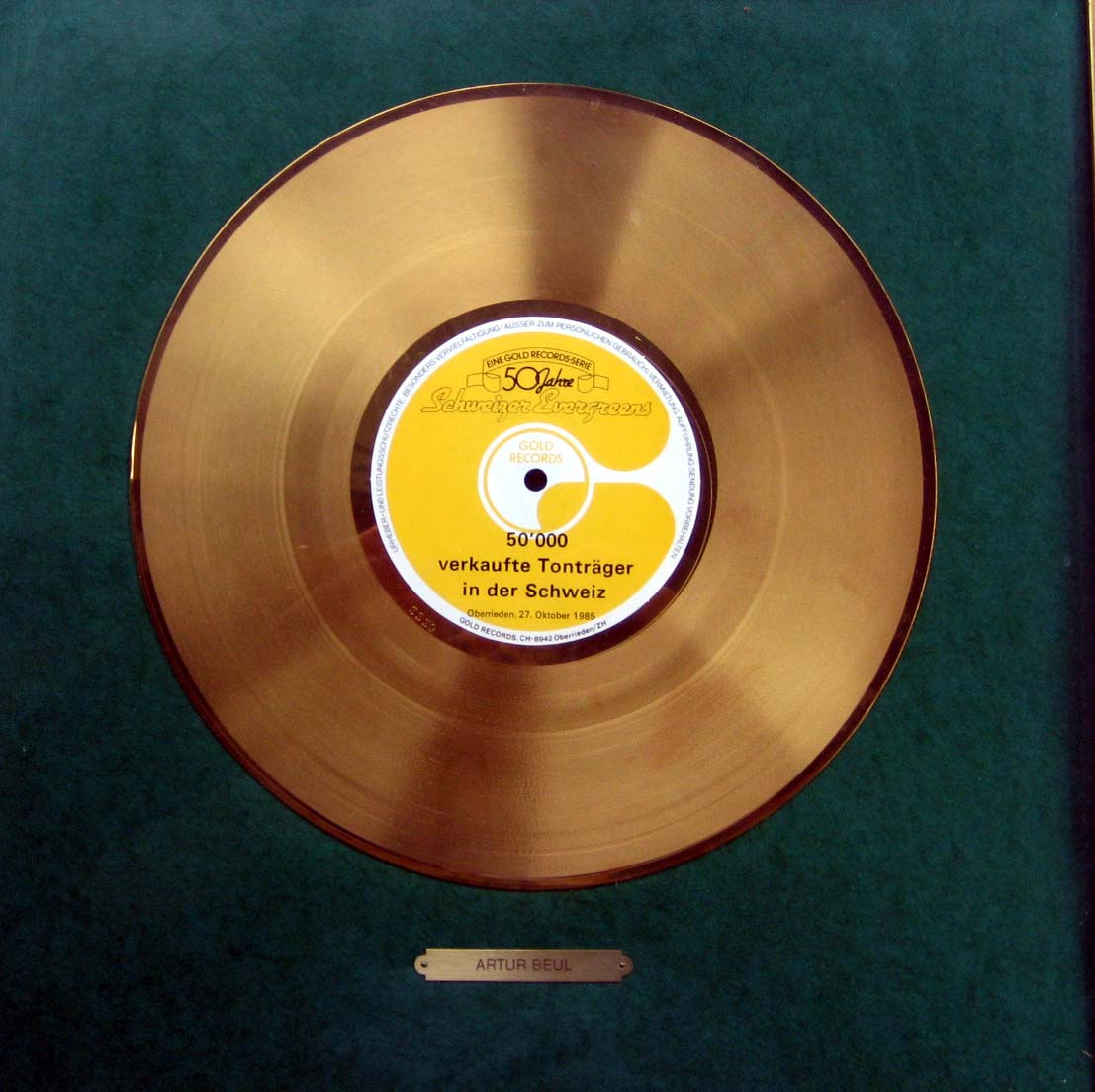
Goldene Schallplatte (1985)
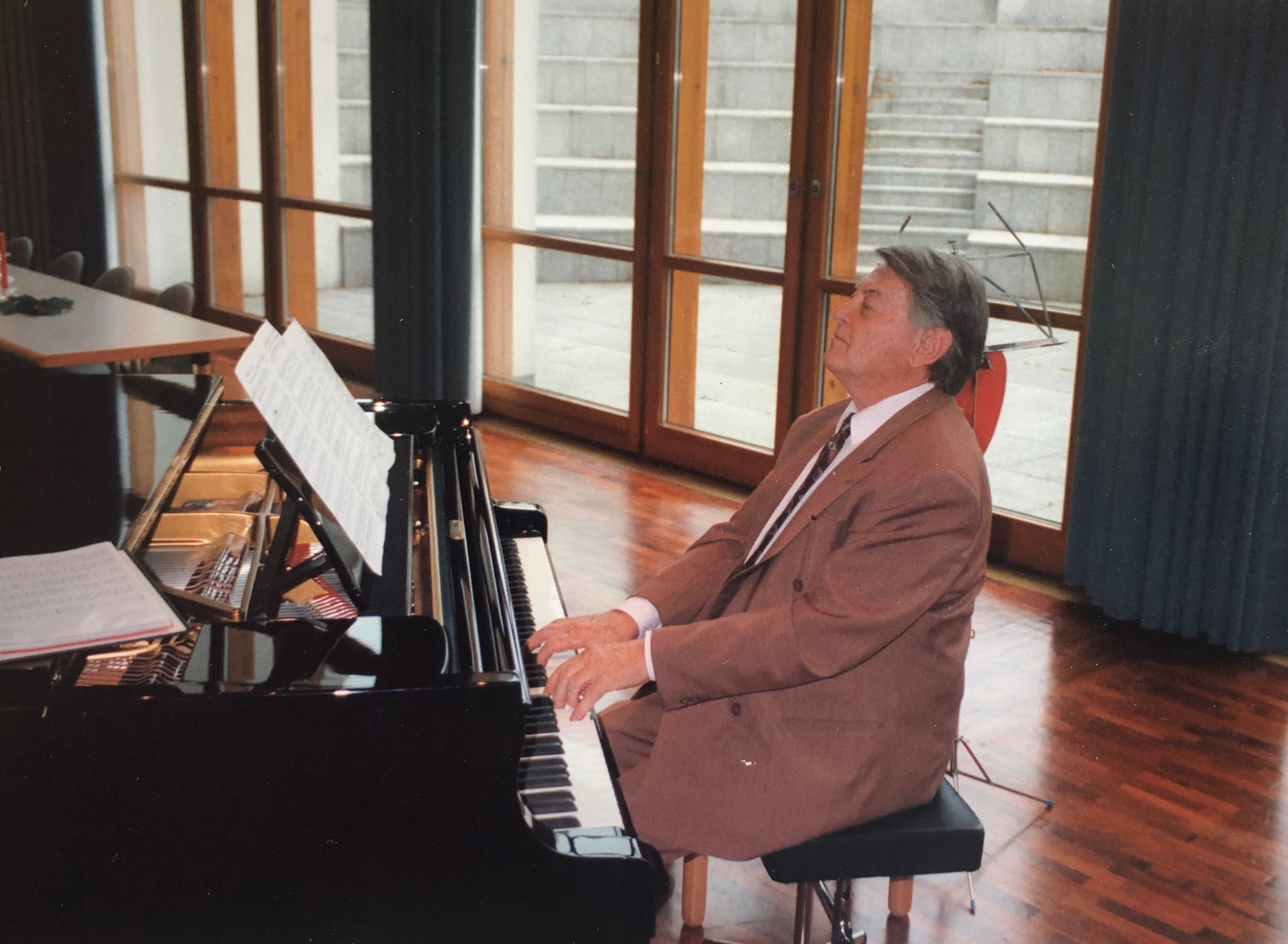
Am Klavier an der Feier zu seinem 80. Geburtstag
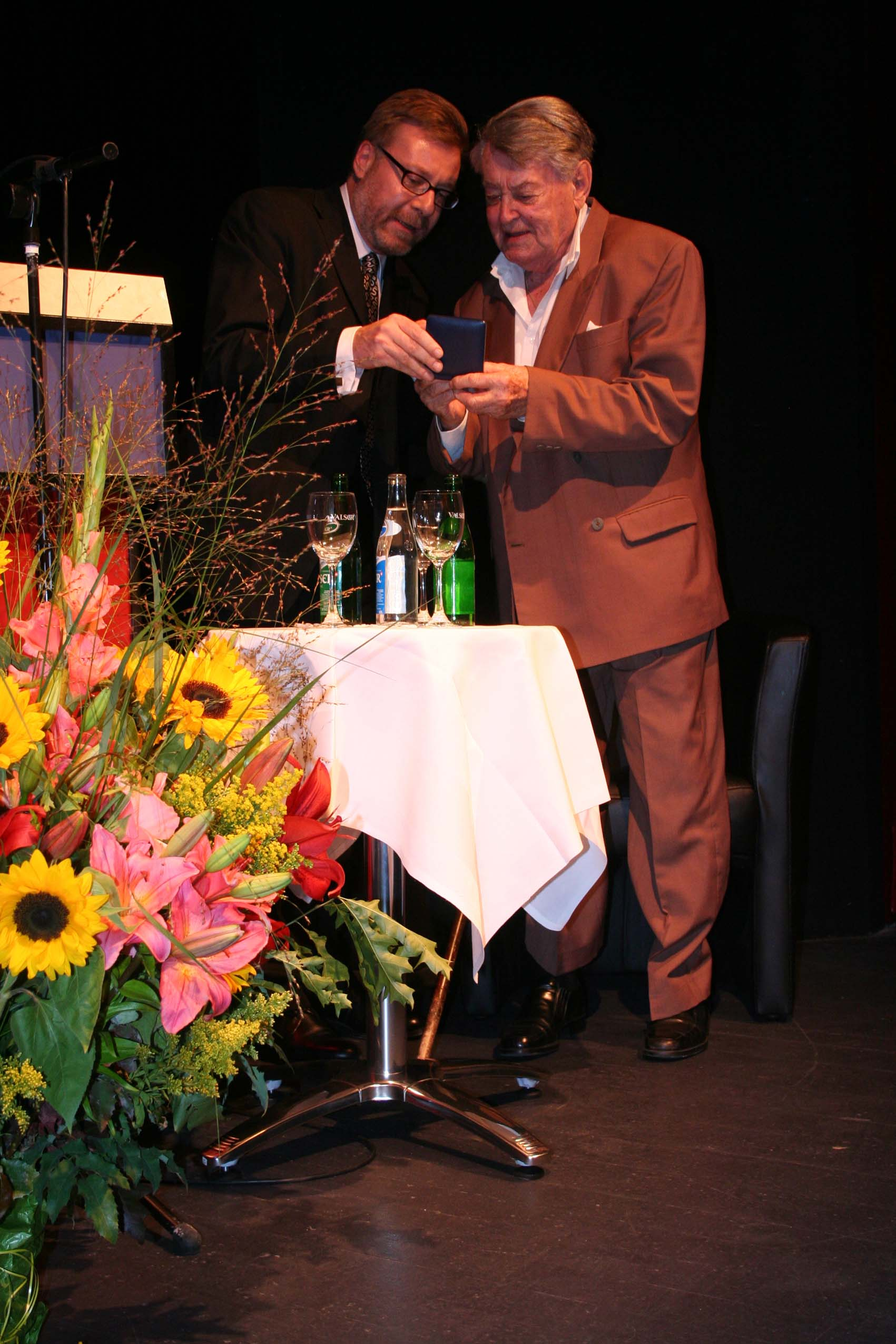
Regierungsrat Markus Notter überreicht Artur Beul die Ehrenmedaille des Kantons Zürich (2007)
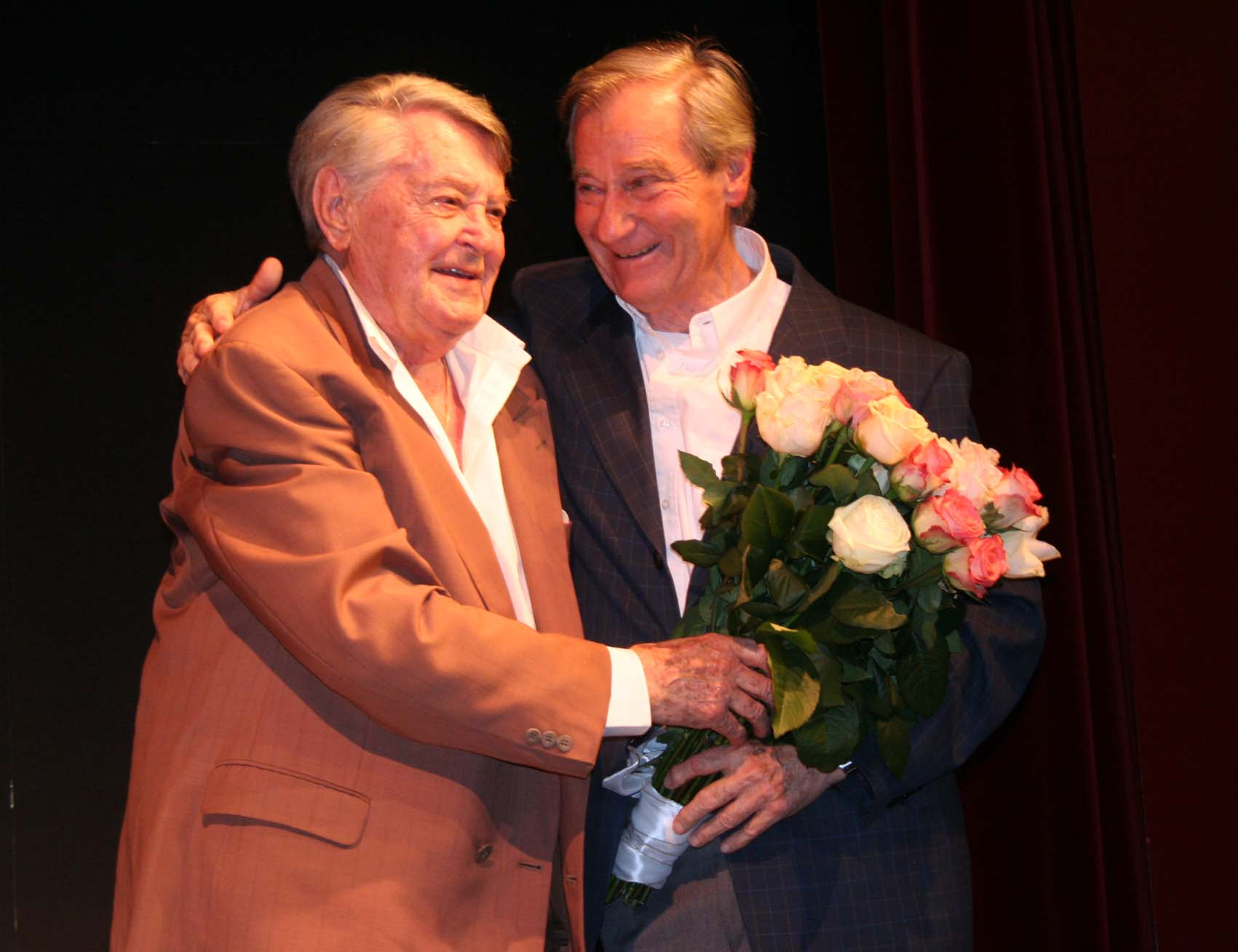
Artur Beul und Willi Schmid anlässlich der Preisübergabe der Goldenen Ehrenmedaille (2007)

## Liederhefte

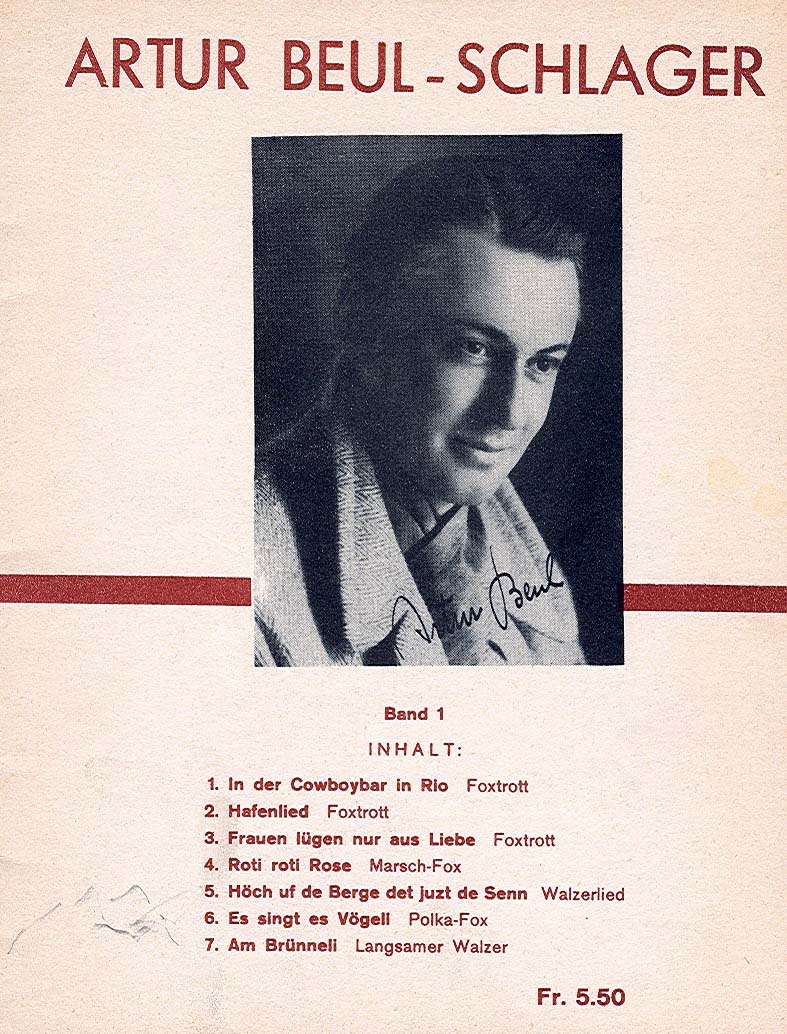
Heft mit Schlagern
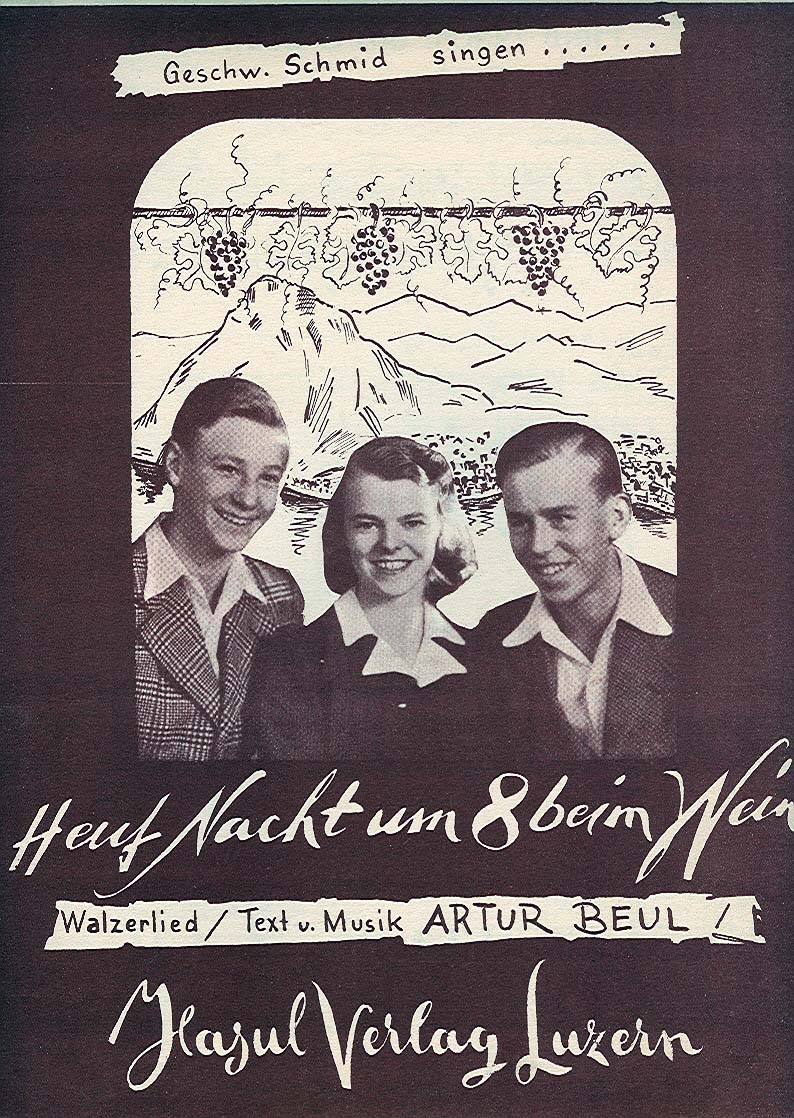
Trio Schmid
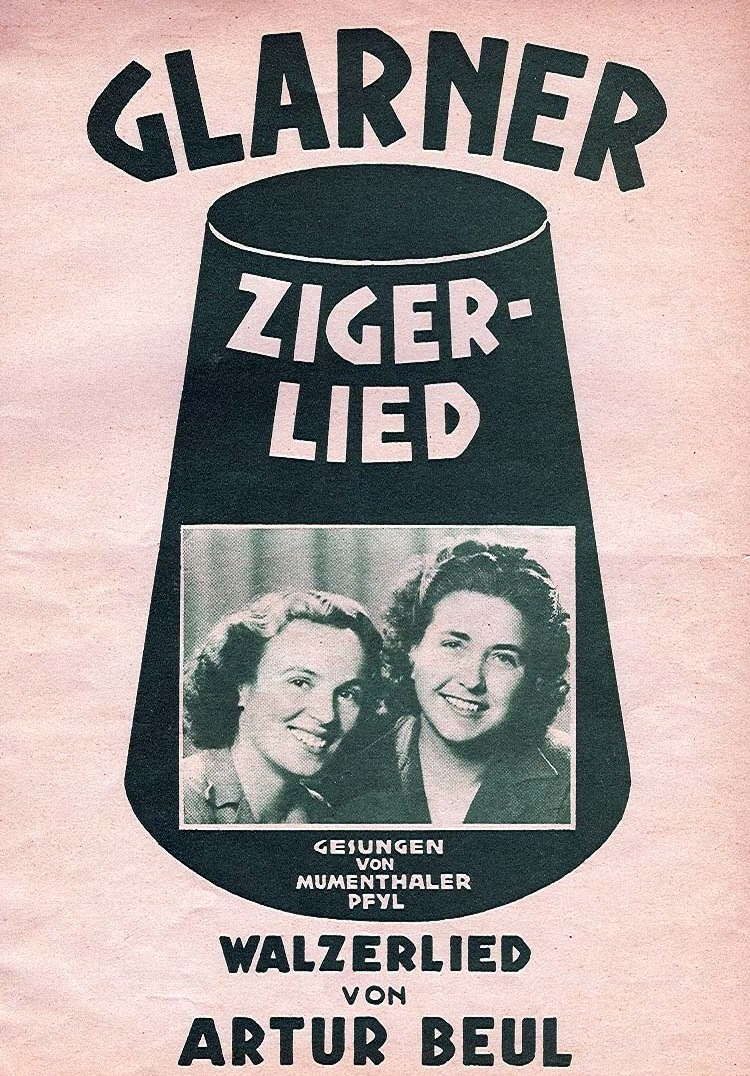
Marthely Mumenthaler Vrenely Pfyl